# Otto-Hahn-Gymnasium Nagold
Das Otto-Hahn-Gymnasium (OHG), benannt nach dem Chemiker Otto Hahn, hat seinen Standort in Nagold im nördlichen Schwarzwald, ungefähr 50 km südwestlich von Stuttgart.
Das OHG ist mit seinen etwa 1.100 Schülerinnen und Schülern eines der größten Gymnasien in Baden-Württemberg.

## Geschichte der Schule
Das Otto-Hahn-Gymnasium in Nagold wurde am 8. September 1973 eingeweiht. Der Einzugsbereich des OHG umfasst ca. 30 Städte und Gemeinden.
Die Schule nimmt als Modellschule am Jugendbegleiter-Programm des Landes Baden-Württemberg teil, das durch die Jugendstiftung Baden-Württemberg durchgeführt wird und bei dem ehrenamtliche Helfer aus Vereinen, Verbänden und Kirche die Lehrer durch außerschulische Veranstaltungen zur Bildung und Betreuung unterstützen.

## Schulgebäude und Ausstattung
Das OHG-Nagold besteht aus zwei Schulgebäuden, die über einen gemeinsamen Schulhof (vom Straßenverkehr unabhängig) erreichbar sind und die in unmittelbarer Nähe des Stadtkerns von Nagold liegen.
Unterrichtet werden die Lernenden in 40 Klassenzimmern und 17 Fachräumen sowie 2 Computerräumen, einer Sporthalle und dem städtischen Stadion. In der schuleigenen Mensa werden täglich Mittagessen für alle Schüler und Lehrer angeboten. Die Schule wird mit einer Hackschnitzel-Heizungsanlage beheizt.

## Leitbild des OHG
Das OHG hat sich in seinem Leitbild einen Grundsatz von Hartmut von Hentig als Motto gewählt: „Die Menschen stärken, die Sachen klären“. Um diesem Motto im Schulalltag gerecht zu werden, sollen Wissens- und Persönlichkeitsbildung gefördert werden. Die Schüler sollen fachliche Kenntnisse und Fähigkeiten auf angemessen hohem Niveau erwerben. Dabei werden sie angeleitet und ermutigt, soziales Engagement nicht nur selber zu entwickeln, sondern solches auch bei ihren Mitschülern zu würdigen und zu unterstützen. Die Gestaltung dieses Prozesses beinhaltet entsprechenden Umgang miteinander und die Weiterentwicklung der Gemeinschaft von Schülern, Kollegium und Eltern regelmäßig in der schulischen Arbeit und im Gespräch.

## Lernprofile am OHG
Mit Beginn der 8. Klasse wählt jeder Schüler am OHG einen Lernschwerpunkt. Drei Profile stehen dafür zur Verfügung:
- Das naturwissenschaftliche Profil mit Betonung von Naturwissenschaften und Technik.
- Das sprachliche Profil bietet neben den Sprachen Englisch, Französisch und Latein das Fach Spanisch als weitere Fremdsprache an.
- Das Musikprofil

Seine Besonderheit besteht darin, dass es neben dem verstärkten Musikunterricht auch den Erwerb von Sozialkompetenz und die Bereitschaft zur Übernahme von Verantwortung in und für eine Gruppe fördern soll. Außerdem gibt es eine enge Kooperation mit der Musikschule der Stadt Nagold. Ausdruck dieser Zusammenarbeit ist das gemeinsame Kammerorchester unter der Leitung des Musikschulleiters Christian Pöndl.

## Musikzug
In den Klassen 5 bis 7 wird seit dem Schuljahr 2022/23 das Konzept "Musik (neu) erleben am OHG" umgesetzt, das unter anderem auf die Option des in Klasse 8 beginnenden Musikprofils vorbereiten soll. Neben der Möglichkeit eines instrumentalen Schwerpunkts im Musikunterricht für Kinder, die bereits ein Musikinstrument spielen, erhalten die Kinder in Klasse 5 in Kooperation mit der Städtischen Musikschule Nagold die Möglichkeit, ein Streich- und ein Blasinstrument beitragsfrei aktiv kennenzulernen und für wenige Wochen mit nachhause zu nehmen.
In Klasse 6 kann der instrumentale Schwerpunkt weitergeführt werden. Schülerinnen und Schüler, die ihr in Klasse 5 neu kennengelerntes Instrument weiterführen wollen, erhalten in Verbindung mit dem instrumentalen Schwerpunkt das vergünstigte Angebot eines Gruppenunterrichts an der Städtischen Musikschule inklusive eines Leihinstruments.
In Klasse 7 wird ein Musiktheater-Projekt angeboten, in dem sich die Schülerinnen und Schüler intensiv mit einem Werk des Musiktheaters beschäftigen, inklusive des Besuchs einer Aufführung (z. B. in der Staatsoper Stuttgart), Workshops, Back-Stage-Führungen etc.
Im Musikprofil ist das Fach Musik vollwertiges, uneingeschränkt versetzungsrelevantes Kernfach. Es bietet unter anderem die Basis für die Wahl des Leistungsfachs Musik in der Kursstufe inklusive schriftlicher und fachpraktischer Abiturprüfung.

## Musikalische Arbeitsgemeinschaften
Am Otto-Hahn-Gymnasium werden die folgenden musikalischen Arbeitsgemeinschaften angeboten:
- Chöre

Mittelstufenchor: Chor der siebten bis neunten Klassen
VokalEnsemble: Chor ab der zehnten Klasse
- Big Bands (Junior/Senior)
- Orchester in Kooperation mit der Städtischen Musikschule Nagold[7]

Nagolder Jugendorchester
Nagolder Kammerorchester
- Pop-Kids
- Musical-AG Klassen 6 und 7

Das VokalEnsemble wurde mehrfach preisgekrönt. So errang es beim 58. europäischen Musikfestival für die Jugend in Neerpelt in Belgien den ersten Platz. In den Jahren 2015 und 2016 war das VokalEnsemble offizielles Paten-Ensemble der Internationalen Bachakademie Stuttgart.

## Förderung von Begabungen am OHG
Nicht nur das Angebot dreier Profile fördert Begabungen am OHG. Arbeitsgemeinschaften, die Zusammenarbeit mit dem Jugendforschungszentrum und die Teilnahme an zahlreichen Wettbewerben in den Bereichen Naturwissenschaften wie Schüler experimentieren (2. Platz der Wertung des Landes Baden-Württemberg 2012) und Jugend forscht, Mathematik, Fremdsprachen, Geisteswissenschaften (Jugend debattiert) sowie in Sport und Musik (Jugend musiziert, 2. Platz der Landeswertung Baden-Württemberg 2007) tragen das Ihrige dazu bei. Es gibt mehrere Schulchöre.
Zwei Theater-AGs der Unter- und Oberstufe führen jedes Jahr Theaterstücke auf und widmen sich darüber hinaus dem Improvisationstheater. In Zusammenarbeit mit dem Deutschen Alpenverein Sektion Tübingen Bezirksgruppe Nagold wird eine Kletter-AG veranstaltet, bei der die Schüler die Kletterscheine Vorstieg und Nachstieg ablegen sollen.

## Projekte

### Partnerschaft mit der Fundación Arco Iris
Seit dem Jahr 2000 unterstützen die Schüler und Lehrer des Gymnasiums die Fundación Arco Iris in La Paz, eine Stiftung für Straßenkinder in Bolivien, durch Patenschaften, Kleider- und Geldspenden.

### Schule als Staat
In den Jahren 2004 und 2012 übernahmen Schüler beim Projekt Schule als Staat in den fiktiven Schulstaaten Gallusien bzw. Chaponesien Verantwortung als Unternehmer und Politiker.

### Schulsanitätsdienst
Seit dem Jahr 2006 verfügt die Schule über einen Schulsanitätsdienst, der sich aus in erster Hilfe geschulten, ehrenamtlich arbeitenden Schülern zusammensetzt, die in der Pause und bei den Bundesjugendspielen in Bereitschaft sind.

### Knigge-Projekt
Seit 2009 besteht das Knigge-Projekt, bei dem jedes Jahr die Schüler der 9. Jahrgangsstufe gutes Benehmen und das Essen eins Drei-Gänge-Menüs erlernen können und das seit 2011 von der Volksbank-Nagoldtal-Stiftung unterstützt wird.

### Sportprojekttag
2010 fand am Ende des Schuljahres ein Sportprojekttag statt, bei dem die Schüler sich in 60 Sportarten versuchen konnten.

### POL&IS
Schüler des Otto-Hahn-Gymnasiums und des Kepler-Gymnasiums Freudenstadt nahmen an einem interaktiven Planspiel der Bundeswehr, POL&IS (Politik & internationale Sicherheit) auf Burg Rothenfels am Main in Rothenfels-Bergrothenfels in Bayern teil.

## Schülerzeitung
Nach Einstellung der Schülerzeitung Viadukt gab es seit 2009 die neugegründete Schülerzeitung Heftig, nach deren Einstellungen ab 2014 eine neue Schülerzeitung unter dem Namen #insight. Diese löste sich bald darauf auch wieder auf. 2019 formierte sich ein neues Team, das seit 2021 unter dem Namen Querschnitt regelmäßig Artikel veröffentlicht.

## Förderverein
Seit 2007 gibt es einen Schulförderverein mit 300 Mitgliedern aus den Reihen der Lehrer, Eltern, ehemaligen Schüler und Freunden des OHG besteht.

### Sozialpreis
Seit 2005 wird ein Sozialpreis an Schüler der Ober-, Mittel- und Unterstufe des Gymnasiums vergeben, die sich um die Schulgemeinschaft verdient gemacht haben und der heute aus finanziellen Mitteln des Fördervereines gespeist wird.

## Schulpartnerschaft
Seit dem Schuljahr 2011/12 wird eine Schulpartnerschaft mit der Kaswa Highschool, aus Masaka, Uganda durch gegenseitigen brieflichen Kontakt unter Schülern und Lehrern der Schulen vorbereitet.